# Olympische Sommerspiele 1968/Leichtathletik – Weitsprung (Frauen)

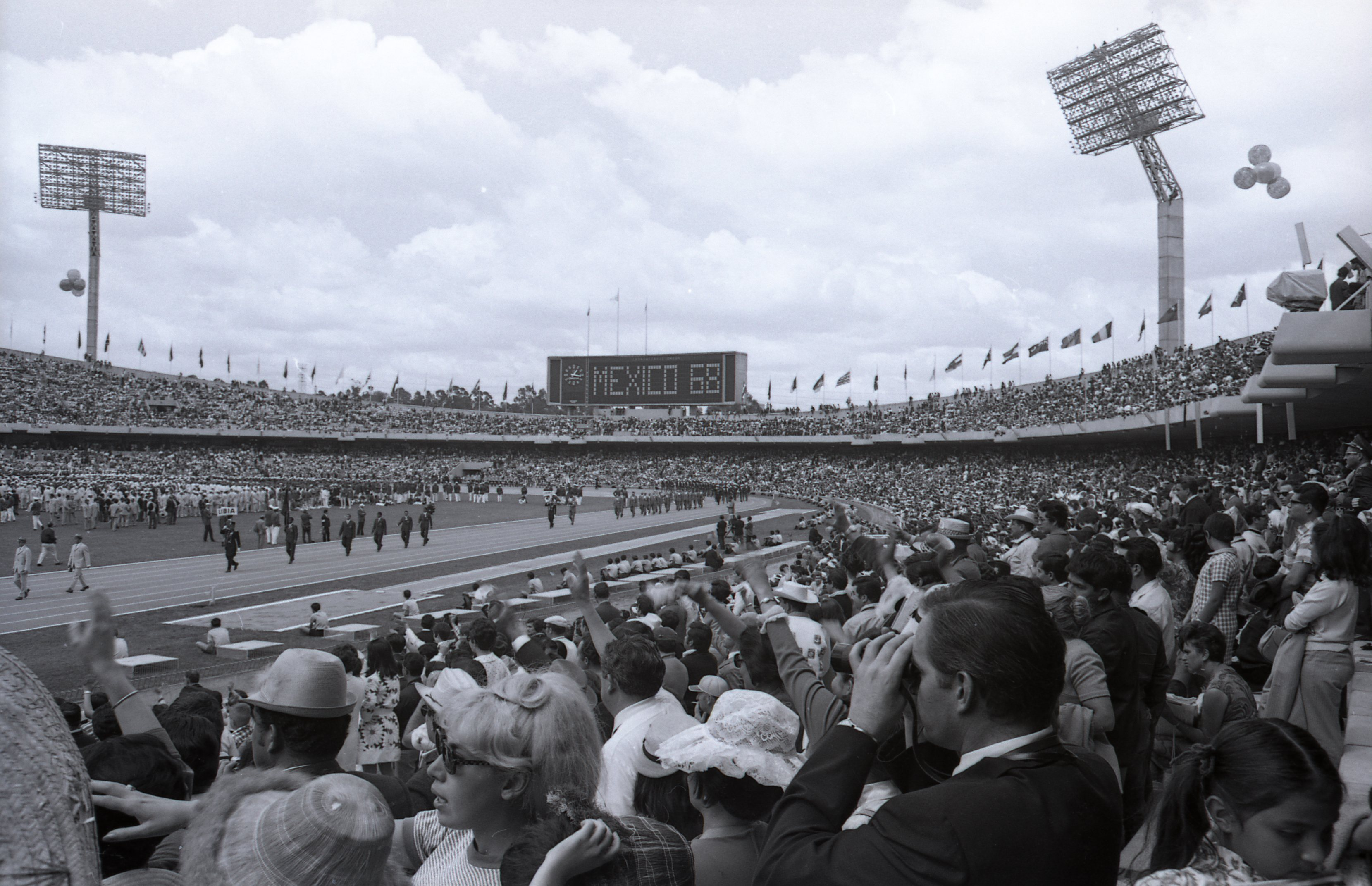
Das Olympiastadion während der Eröffnungsfeier 1968

Der Weitsprung der Frauen bei den Olympischen Spielen 1968 in Mexiko-Stadt wurde am 13. und 14. Oktober 1968 im Estadio Olímpico Universitario ausgetragen. 27 Athletinnen nahmen teil.
Olympiasiegerin wurde die Rumänin Viorica Viscopoleanu. Sie gewann mit der neuen Weltrekordweite von 6,82 m vor der Britin Sheila Sherwood und Tatjana Talyschewa aus der Sowjetunion.
Für die Bundesrepublik Deutschland – offiziell Deutschland – starteten Heide Rosendahl, Ingrid Becker und Manon Bornholdt. Bornholdt scheiterte in der Qualifikation, Becker wurde im Finale Sechste, Rosendahl Achte.

Die DDR – offiziell Ostdeutschland – wurde von Burghild Wieczorek und Bärbel Löhnert vertreten. Beide kamen ins Finale. Löhnert belegte den vierzehnten Platz, Wieczorek wurde Vierte.

Die Schweizerin Sieglinde Ammann hatte in der Qualifikation drei Fehlversuche und schied aus.

Athletinnen aus Österreich und Liechtenstein nahmen nicht teil.

## Rekorde

### Bestehende Rekorde
| Weltrekord         | 6,76 m | Mary Rand ( Großbritannien) | Finale OS Tokio, Japan | 14. Oktober 1964 |
| Olympischer Rekord | 6,76 m | Mary Rand ( Großbritannien) | Finale OS Tokio, Japan | 14. Oktober 1964 |

### Rekordverbesserung
Die rumänische Olympiasiegerin Viorica Viscopoleanu verbesserte den bestehenden olympischen Rekord, gleichzeitig Weltrekord, im Finale m 14. Oktober um vier Zentimeter auf 6,80 m.

## Durchführung des Wettbewerbs
27 Athletinnen traten am 13. Oktober zu einer Qualifikationsrunde an, die in zwei Gruppen absolviert wurde. Neun Starterinnen – hellblau unterlegt – qualifizierten sich über die direkte Qualifikationsweite von 6,35 m für das Finale. Damit war die Mindestanzahl von zwölf Finalteilnehmerinnen nicht erreicht. So wurde das Starterfeld mit den nächst besten Springerinnen bis auf zunächst zwölf Athletinnen aufgefüllt. Für die Rangfolge der Finalqualifikation zählte dabei nur der beste Versuch, die jeweils nächst beste Weite war ohne Bedeutung. So gelangten drei mit 6,30 m auf Rang zwölf gleichplatzierte Wettbewerberinnen – hellgrün unterlegt – ins Finale am 14. Oktober, in dem jede Teilnehmerin zunächst drei Versuche hatte. Erstmals konnten die acht besten – und nicht wie bis 1964 sechs besten – Athletinnen anschließend drei weitere Versuche absolvieren.

## Zeitplan
13. Oktober, 15:00 Uhr: Qualifikation

14. Oktober, 16:00 Uhr: Finale
Anmerkung: Alle Zeiten sind in Ortszeit Mexiko-Stadt (UTC −6) angegeben.
Kurze Übersicht zur Bedeutung der Symbolik – so üblicherweise auch in sonstigen Veröffentlichungen verwendet:
| – | verzichtet |
| x | ungültig   |

## Qualifikation
Datum: 13. Oktober 1968, ab 15:00 Uhr

### Gruppe A

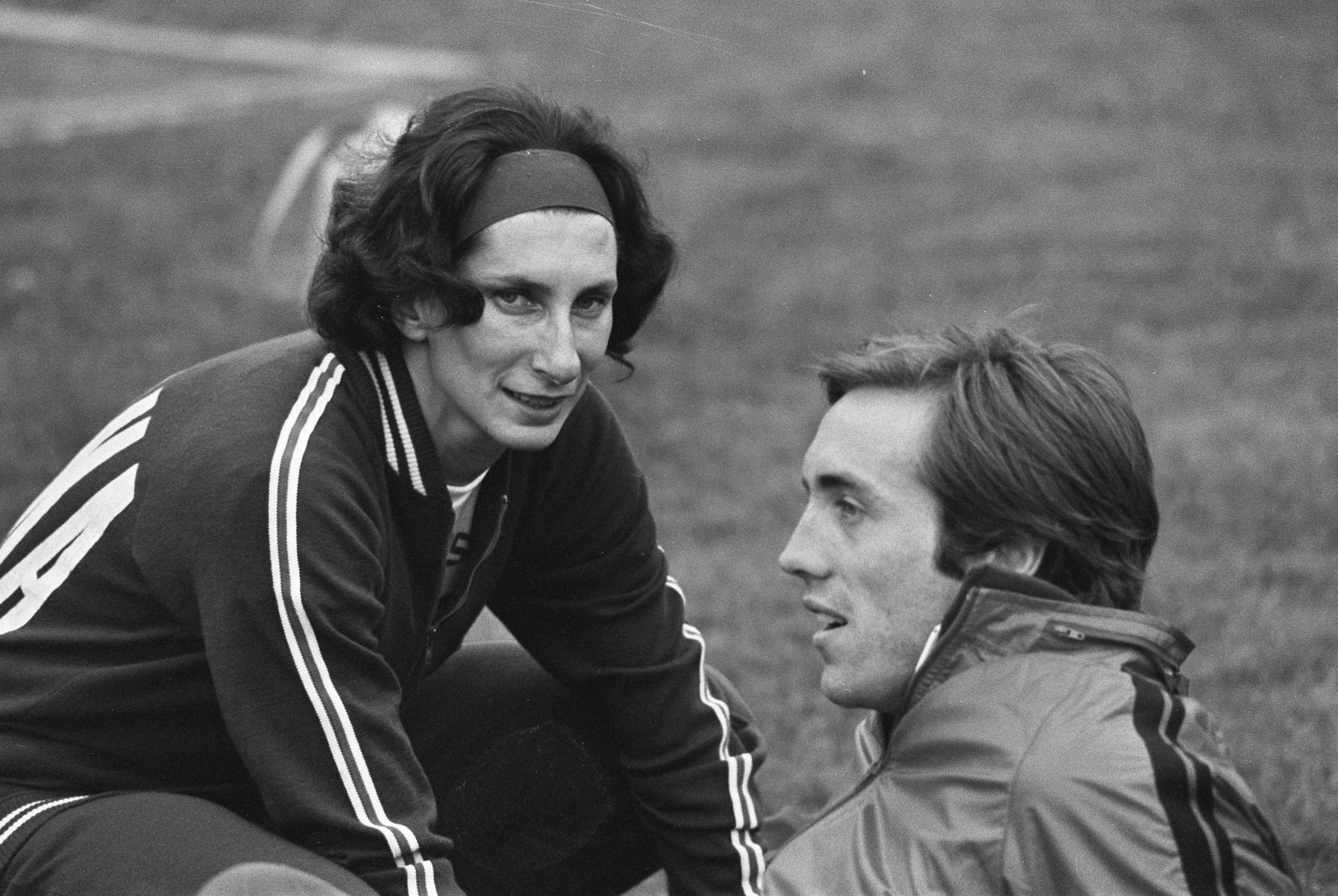
Mitfavoritin Irena Szewińska schied mit 6,19 m überraschend aus

| Platz | Name               | Nation         | 1. Versuch (m) Wind (m/s) | 2. Versuch (m) Wind (m/s) | 3. Versuch (m) Wind (m/s) | Weite (m) |
| 1     | Heide Rosendahl    | BR Deutschland | x                         | 6,54 / ±0,0               | –                         | 6,54      |
| 2     | Violet Odogwu      | Nigeria        | 6,45 / ±0,0               | 6,09 / ±0,0               | –                         | 6,45      |
| 3     | Sheila Sherwood    | Großbritannien | 6,42 / ±0,0               | –                         | –                         | 6,42      |
| 4     | Bärbel Löhnert     | DDR            | 6,35 / ±0,0               | –                         | –                         | 6,35      |
| 5     | Tatjana Talyschewa | Sowjetunion    | 6,34 / −0,5               | 6,30 / −3,0               | 6,28 / −1,0               | 6,34      |
| 6     | Maureen Barton     | Großbritannien | 6,27 / −2,0               | x                         | 6,34 / ±0,0               | 6,34      |
| 7     | Martha Watson      | USA            | 6,30 / −1,0               | 6,18 / +0,2               | 5,99 / −1,0               | 6,30      |
| 8     | Irena Szewińska    | Polen          | x                         | 6,19 / +0,1               | x                         | 6,19      |
| 9     | Etelka Kispál      | Ungarn         | 5,98 / ±0,0               | 5,93 / ±0,0               | x                         | 5,98      |
| 10    | Mercedes Román     | Mexiko         | 5,75 / ±0,0               | x                         | 5,72 / +2,0               | 5,75      |
| 11    | Gunilla Cederström | Schweden       | x                         | 5,57 / ±0,0               | 5,72 / +2,0               | 5,72      |
| 12    | Alice Annum        | Ghana          | 5,57 / ±0,0               | 5,43 / −2,2               | 5,61 / ±0,0               | 5,61      |
| 13    | Jean Robotham      | Costa Rica     | 4,75 / ±0,0               | 4,55 / ±0,0               | 4,40 / −1,6               | 4,75      |
| NM    | Sieglinde Ammann   | Schweiz        | x                         | x                         | x                         | ogV       |
| DNS   | Nina Hansen        | Dänemark       |                           |                           |                           |           |

### Gruppe B
| Platz | Name                 | Nation         | 1. Versuch (m) Wind (m/s) | 2. Versuch (m) Wind (m/s) | 3. Versuch (m) Wind (m/s) | Weite (m) |
| 1     | Berit Berthelsen     | Norwegen       | 6,32 / −1,0               | 6,48 / ±0,0               |                           | 6,48      |
| 2     | Viorica Viscopoleanu | Rumänien       | 6,48 / ±0,0               | –                         | –                         | 6,48      |
| 3     | Mirosława Sarna      | Polen          | 6,32 / ±0,0               | 6,44 / ±0,0               | –                         | 6,44      |
| 4     | Willye White         | USA            | 6,17 / ±0,0               | 6,42 / −1,2               | –                         | 6,42      |
| 5     | Ingrid Becker        | BR Deutschland | 6,25 / ±0,0               | 6,40 / ±0,0               | –                         | 6,40      |
| 6     | Burghild Wieczorek   | DDR            | 6,28 / −0,5               | 6,30 / ±0,0               | 6,15 / ±0,0               | 6,30      |
| 7     | Ann Wilson           | Großbritannien | 6,10 / −1,3               | 5,85 / −0,1               | 6,30 / ±0,0               | 6,30      |
| 8     | Manon Bornholdt      | BR Deutschland | 6,27 / ±0,0               | 6,09 / ±0,0               | x                         | 6,27      |
| 9     | Marcia Garbey        | Kuba           | 5,55 / ±0,0               | 6,14 / ±0,0               | x                         | 6,14      |
| 10    | Helēna Ringa         | Sowjetunion    | x                         | 5,84 / ±0,0               | x                         | 5,84      |
| 11    | Lin Chun-yu          | Taiwan         | 5,23 / ±0,0               | x                         | 5,59 / −1,4               | 5,59      |
| NM    | Joan Hendry          | Kanada         | x                         | x                         | x                         | ogV       |
| NM    | Cecilia Sosa         | El Salvador    | x                         | x                         | x                         | ogV       |
| DNS   | Alicia Kaufmanas     | Argentinien    |                           |                           |                           |           |
| DNS   | Maria Vittoria Trio  | Italien        |                           |                           |                           |           |

## Finale
Datum: 14. Oktober 1968, 16:00 Uhr
| Platz | Name                 | Nation         | 1. Versuch (m) Wind (m/s) | 2. Versuch (m) Wind (m/s) | 3. Versuch (m) Wind (m/s) | 4. Versuch (m) Wind (m/s)                     | 5. Versuch (m) Wind (m/s)                     | 6. Versuch (m) Wind (m/s)                     | Endresultat (m) | Anmerkung |
| 1     | Viorica Viscopoleanu | Rumänien       | 6,82 / ±0,0 WR            | x                         | 6,64 / −1,3               | 6,54 / ±0,0                                   | 6,52 / −1,6                                   | 6,57 / ±0,0                                   | 6,82            | WR        |
| 2     | Sheila Sherwood      | Großbritannien | 6,60 / +0,6               | x                         | 6,50 / +2,1               | 6,59 / ±0,0                                   | 6,68 / −0,6                                   | 6,61 / −0,2                                   | 6,68            |           |
| 3     | Tatjana Talyschewa   | Sowjetunion    | 6,55 / ±0,0               | 6,66 / ±0,0               | 5,38 / −2,1               | 6,38 / −1,0                                   | 4,49 / −1,1                                   | x                                             | 6,66            |           |
| 4     | Burghild Wieczorek   | DDR            | x                         | 6,48 / ±0,0               | 6,45 / −2,1               | 6,33 / ±0,0                                   | 6,42 / −1,2                                   | 6,25 / −3,2                                   | 6,48            |           |
| 5     | Mirosława Sarna      | Polen          | 6,47 / −2,0               | x                         | 4,98 / ±0,0               | 6,44 / ±0,0                                   | 6,31 / −1,6                                   | 6,45 / −0,2                                   | 6,47            |           |
| 6     | Ingrid Becker        | BR Deutschland | x                         | 6,32 / ±0,0               | x                         | 6,43 / +1,0                                   | x                                             | 6,27 / −1,0                                   | 6,43            |           |
| 7     | Berit Berthelsen     | Norwegen       | 6,38 / ±0,0               | 6,40 / ±0,0               | 6,27 / ±0,0               | 6,22 / ±0,0                                   | x                                             | 6,32 / ±0,0                                   | 6,40            |           |
| 8     | Heide Rosendahl      | BR Deutschland | x                         | x                         | 6,24 / −0,8               | 6,05 / +1,1                                   | 6,37 / ±0,0                                   | 6,40 / −1,2                                   | 6,40            |           |
|       |                      |                |                           |                           |                           |                                               |                                               |                                               |                 |           |
| 9     | Violet Odogwu        | Nigeria        | 6,23 / ±0,0               | 5,98 / ±0,0               | 6,15 / ±0,0               | nicht im Finale der besten acht Springerinnen | nicht im Finale der besten acht Springerinnen | nicht im Finale der besten acht Springerinnen | 6,23            |           |
| 10    | Martha Watson        | USA            | 6,20 / ±0,0               | x                         | 6,06 / ±0,0               | nicht im Finale der besten acht Springerinnen | nicht im Finale der besten acht Springerinnen | nicht im Finale der besten acht Springerinnen | 6,20            |           |
| 11    | Willye White         | USA            | 6,01 / ±0,0               | 5,44 / ±0,0               | 6,08 / −3,0               | nicht im Finale der besten acht Springerinnen | nicht im Finale der besten acht Springerinnen | nicht im Finale der besten acht Springerinnen | 6,08            |           |
| 12    | Maureen Barton       | Großbritannien | 5,93 / −0,1               | x                         | 5,95 / −0,1               | nicht im Finale der besten acht Springerinnen | nicht im Finale der besten acht Springerinnen | nicht im Finale der besten acht Springerinnen | 5,95            |           |
| 13    | Ann Wilson           | Großbritannien | x                         | 5,90 / ±0,0               | 5,59 / ±0,0               | nicht im Finale der besten acht Springerinnen | nicht im Finale der besten acht Springerinnen | nicht im Finale der besten acht Springerinnen | 5,90            |           |
| 14    | Bärbel Löhnert       | DDR            | x                         | x                         | 4,49 / ±0,0               | nicht im Finale der besten acht Springerinnen | nicht im Finale der besten acht Springerinnen | nicht im Finale der besten acht Springerinnen | 4,49            |           |

Der Kreis der Favoritinnen für diesen Wettbewerb war recht offen. Die Olympiasiegerin von 1964 Mary Rand war nicht mehr als Aktive dabei. Ganz vorn erwarteten die Fachleute die Europameisterin von 1966 Irena Szewińska. Sie war die Weltjahresbeste mit 6,67 m und gewann hier in Mexiko-Stadt am nächsten Tag Bronze über 100 Meter sowie später Gold über 200 Meter. Aber in ihrem ersten Wettkampf dieser Spiele gab es für sie eine Enttäuschung: sie kam nicht über die Qualifikation hinaus. Das gelang zwar den beiden deutschen Mitfavoritinnen Heide Rosendahl und Ingrid Becker. Aber auch sie blieben im Finale unter Wert und mussten sich mit den Plätzen sechs – Becker – und acht – Rosendahl – zufriedengeben. Ingrid Becker wurde zwei Tage später Olympiasiegerin im Fünfkampf, während Heide Rosendahl als eigentliche Favoritin für diesen Wettbewerb verletzungsbedingt gar nicht erst antreten konnte. So wurden die Spiele 1968 für sie zu einer großen Enttäuschung, sie hatte ihre großen Erfolge in den darauffolgenden Jahren noch vor sich.
Gleich im ersten Versuch des Finales sprang die Rumänin Viorica Viscopoleanu, 1966 Europameisterschaftsfünfte, mit 6,82 m neuen Weltrekord. Daran bissen sich im weiteren Wettkampfverlauf alle Athletinnen die Zähne aus und die nicht unbedingt zum engeren Favoritenkreis zählende Viorica Viscopoleanu wurde Olympiasiegerin. Die Athletinnen dahinter zeigten allerdings ebenfalls sehr gute Leistungen. Die Britin Sheila Sherwood sprang dreimal 6,60 m oder weiter und gewann mit ihren 6,68 m aus dem fünften Versuch die Silbermedaille. Nur zwei Zentimeter dahinter gab es Bronze für die die sowjetische Athletin Tatjana Talyschewa, die ihre Bestweite im zweiten Durchgang erzielte. Die Wettbewerberinnen von Rang vier bis acht lagen mit Sprüngen zwischen 6,40 m und 6,48 m eng zusammen. Burghild Wieczorek aus der DDR wurde überraschende Vierte.
Viorica Viscopoleanu sorgte für den ersten rumänischen Olympiasieg im Weitsprung der Frauen.

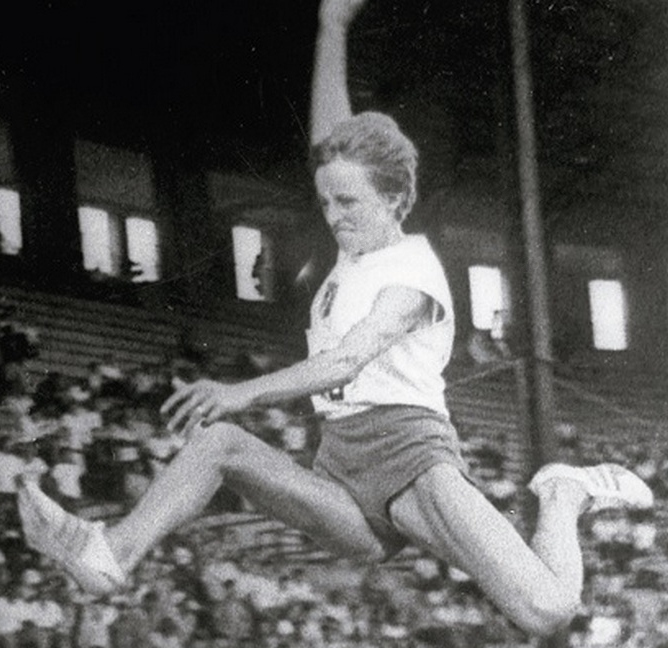
Viorica Viscopoleanu – Olympiasiegerin mit Weltrekord
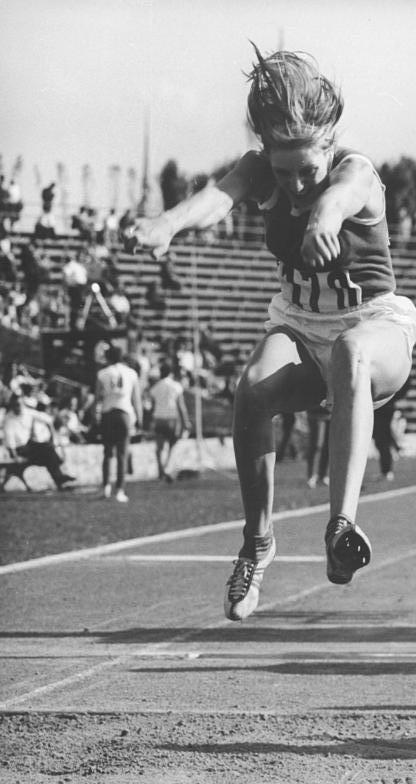
Burghild Wieczorek belegte Rang vier
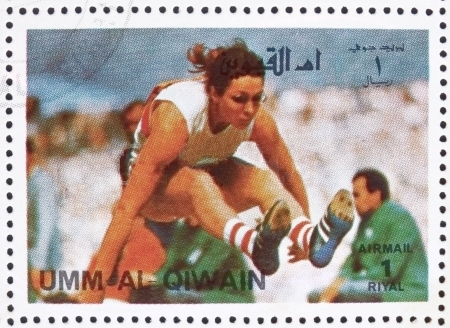
Heide Rosendahl kam auf den für sie enttäuschenden achten Platz

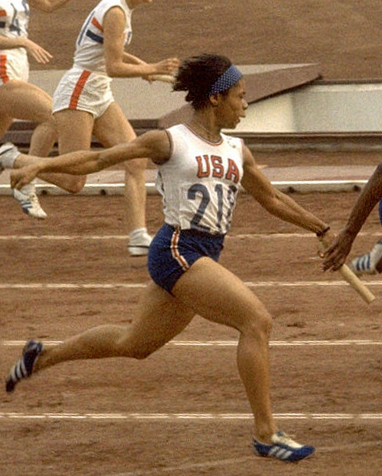
Willye White – hier als Staffelläuferin 1964 – erreichte Platz elf
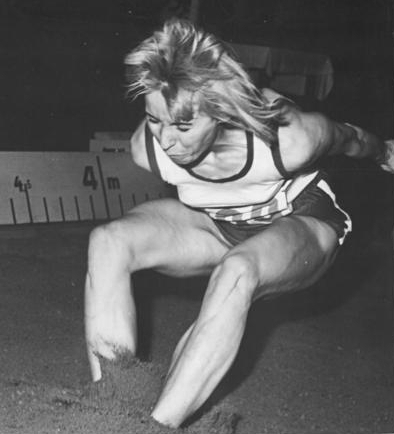
Rang vierzehn für Bärbel Löhnert

## Videolinks
- Viorica Viscopoleanu, o viaţă dăruită sportului de înaltă performanţă, youtube.com, abgerufen am 10. November 2017
- Olympics (1968), Bereich: 0:29 min bis 2:52 min, youtube.com, abgerufen am 24. September 2021